# Петроварадинска крепост
Петроварадинската крепост е ключово фортификационно укрепление по т.нар. военна граница и знаменито съоръжение на военната мисъл от края на 17 век.
Петроварадинската крепост се намира на висок хълм на десния бряг на река Дунав – срещу Нови Сад. Между Петроварадин, който днес се счита за предградие на Нови Сад, и втория по големина сръбски град има мост над Дунав. Крепостта Петроварадин е особено атрактивна най-вече заради множеството си подземни тунели. Тяхната обща дължина достига около 16 км, като се твърди, че някои от проходите достигат до различни къщи в градчето.
Още от римско време на хълма на крепостта, от който започва известната Фрушка гора, е имало укрепления на име Cusum, част от укрепения дунавски лимес. Сегашната крепост Петроварадин е построена през 1690 – 92 г. по време на т.нар. голяма турска война – върху старите основи на римското укрепление.
Първата съставка от етимологията на името на крепостта се свързва с известния Петър Пустинника, който бил един от водачите на Първия кръстоносен поход и преминал оттук на път към България, а втората съставна дума на името на града идва от „варадин“ с индоевропейски корен и в превод значи „пазач, наблюдател, вардач“. Австрийците наричали крепостта Петроварадайнер шанцен.
Крепостта Петроварадин заема площ от 112 хектара. През 1754 – 1756 г. по заповед на императрица Мария Тереза в Петроварадинската крепост се провежда мащабна строителна кампания. След тази кампания конструкцията на укреплението е подсилена от нови бастиони и украсена с часовникова кула. Реконструкцията завършва през 1760 г., след което крепостта получава прозвището „Гибралтар на Дунава“. Проектът на крепостта Петроварадин е дело на френския строител на крепости Себастиян льо Престор де Вобан (1633 – 1707). Километричните подземни ходове и галерии са разположени на четири етажа. До днес отлично запазени са бастионите, рововете и капиите (портите). Във военно време крепостта е побирала гарнизон от 30 000 души.
След унгарската революция (1848 – 1849) Петроварадинската крепост не се използва в Австрийската империя като военно съоръжение, а като затвор за инсургенти (на латински: insurgentes), т.е. политически неблагонадеждни лица. Тук затворник е бил и Любен Каравелов.
Днес в крепостта Петроварадин се провеждат редица културни събития. От 2001 г. на нейната територия се провежда международният музикален фестивал EXIT.